# Lista de prêmios e indicações recebidos por Michael Jackson
O artista estadunidense Michael Jackson (1958 – 2009) teve sua estreia profissional aos cinco anos de idade, como membro do grupo The Jackson 5 e iniciou sua carreira solo em 1971, quando ainda fazia parte do grupo. Conhecido mundialmente como o "Rei do Pop", cinco de seus álbuns de estúdio tornaram-se recordistas de vendas: Off the Wall (1979), Thriller (1982), Bad (1987), Dangerous (1991) e HIStory (1995). Thriller permanece como o álbum mais vendido da história, com mais de 119 milhões de cópias vendidas.
Por sua carreira em grupo, solo e familiar, Jackson foi incluído por duas vezes ao Rock and Roll Hall of Fame - feito conquistado por poucos artistas. Também foi introduzido ao Dance Hall of Fame como o primeiro (e atualmente o único) coreógrafo de Pop e rock 'n' roll a receber tal homenagem. Outras conquistas de Jackson incluem 37 citações no Guinness World Records - incluindo uma como "Artista Mais Bem-Sucedido de Todos os Tempos" - 13 Prêmios Grammy, 18 World Music Awards. Tendo recebido também inúmeras honrarias por suas contribuições sociais e humanitárias, o cantor é ainda hoje um dos nomes mais premiados da história do entretenimento.
Esta é uma lista dos prêmios e indicações, como também das homenagens e honrarias recebidas por Michael Jackson.

## American Music Awards
Tendo recebido 3 prêmios em 1980, Jackson totalizou 26 prêmios American Music Awards, incluindo o de "Artista do Século".
| Ano             | Recipiente                             | Categoria                                  | Resultado |
| --------------- | -------------------------------------- | ------------------------------------------ | --------- |
| 1980            | Michael Jackson                        | Artista Masculino de Soul/R&B Favorito     | Venceu    |
| 1980            | "Don't Stop 'Til You Get Enough"       | Canção de Soul/R&B Favorita                | Venceu    |
| 1980            | Off the Wall                           | Álbum de Soul/R&B Favorito                 | Venceu    |
| 1981            | Michael Jackson                        | Artista Masculino de Soul/R&B Favorito     | Venceu    |
| 1981            | Off the Wall                           | Álbum de Pop/Rock Favorito                 | Indicado  |
| 1981            | Off the Wall                           | Álbum de Soul/R&B Favorito                 | Venceu    |
| 1984            |                                        |                                            |           |
| Michael Jackson | Prêmio de Mérito                       | Venceu                                     |           |
| Michael Jackson | Artista Masculino de Pop/Rock Favorito | Venceu                                     |           |
| Michael Jackson | Artista Masculino de Soul/R&B Favorito | Venceu                                     |           |
| Thriller        | Álbum de Pop/Rock Favorito             | Venceu                                     |           |
| Thriller        | Álbum de Soul/R&B Favorito             | Venceu                                     |           |
| "Billie Jean"   | Canção de Pop/Rock Favorita            | Venceu                                     |           |
| "Billie Jean"   | Vídeo de Pop/Rock Favorito             | Venceu                                     |           |
| "Beat It"       | Vídeo de Soul/R&B Favorito             | Venceu                                     |           |
| 1985            | Michael Jackson                        | Artista Masculino de Soul/R&B Favorito     | Indicado  |
| 1985            | Thriller                               | Álbum de Pop/Rock Favorito                 | Indicado  |
| 1985            | Thriller                               | Álbum de Soul/R&B Favorito                 | Indicado  |
| 1986            | Michael Jackson                        | Prêmio de Apreciação                       | Venceu    |
| 1988            | Michael Jackson                        | Artista Masculino de Pop/Rock Favorito     | Indicado  |
| 1988            | "Bad"                                  | Canção de Soul/R&B Favorita                | Venceu    |
| 1989            | Michael Jackson                        | Artista Masculino de Soul/R&B Favorito     | Indicado  |
| 1989            | Michael Jackson                        | Artista Masculino de Pop/Rock Favorito     | Indicado  |
| 1989            | Michael Jackson                        | Prêmio por Conquista                       | Venceu    |
| 1993            | Dangerous                              | Álbum de Pop/Rock Favorito                 | Venceu    |
| 1993            | Michael Jackson                        | Artista Masculino de Pop/Rock Favorito     | Indicado  |
| 1993            | Michael Jackson                        | Artista Masculino de Soul/R&B Favorito     | Indicado  |
| 1993            | Dangerous                              | Álbum de Soul/R&B Favorito                 | Indicado  |
| 1993            | "Remember the Time"                    | Canção de Soul/R&B Favorita                | Venceu    |
| 1993            | Michael Jackson                        | Prêmio Artista Internacional de Excelência | Venceu    |
| 1994            | Michael Jackson                        | Artista Masculino de Pop/Rock Favorito     | Indicado  |
| 1994            | Michael Jackson                        | Artista Masculino de Soul/R&B Favorito     | Indicado  |
| 1996            | Michael Jackson                        | Artista Masculino de Pop/Rock Favorito     | Venceu    |
| 1996            | Michael Jackson                        | Artista Masculino de Soul/R&B Favorito     | Indicado  |
| 1996            | Michael Jackson                        | Artista Contemporâneo Adulto Favorito      | Indicado  |
| 2002            | Michael Jackson                        | Artista do Século                          | Venceu    |
| 2009            | Michael Jackson                        | Artista do Ano                             | Indicado  |
| 2009            | Number Ones                            | Álbum de Pop/Rock Favorito                 | Venceu    |
| 2009            | Michael Jackson                        | Artista Masculino de Pop/Rock Favorito     | Venceu    |
| 2009            | Michael Jackson                        | Artista Masculino de Soul/R&B Favorito     | Venceu    |
| 2009            | Number Ones                            | Álbum de Soul/R&B Favorito                 | Venceu    |

## Billboard Music Awards
A premiação Billboard Music Awards, organizada pela revista Billboard, é uma das principais cerimônias de premiação dos Estados Unidos. Ao longo de sua carreira, Jackson recebeu 9 prêmios Billboard.
| Ano  | Recipiente         | Categoria                                 | Resultado |
| ---- | ------------------ | ----------------------------------------- | --------- |
| 1989 | Bad                | Álbum #1                                  | Venceu    |
| 1991 |                    | Artista do Ano                            | Venceu    |
| 1991 |                    | Artista Hot 100 Singles                   | Venceu    |
| 1991 |                    | Artista Hot R&B Singles                   | Venceu    |
| 1991 |                    | Artista Hot Dance Music Club Play         | Venceu    |
| 1991 |                    | Artista Hot Dance Music Maxi-Single Sales | Venceu    |
| 1995 |                    | Prêmio Special Hot 100                    | Venceu    |
| 1995 | "Scream/Childhood" | Vídeo do Ano                              | Venceu    |
| 2010 | Invincible         | Álbum da Década                           | Venceu    |

## BRIT Awards
Jackson recebeu seis prêmios BRTI Awards, incluindo o de "Artista de Uma Geração".
| Ano  | Recipiente        | Categoria                    | Resultado |
| ---- | ----------------- | ---------------------------- | --------- |
| 1984 |                   | Melhor Artista Internacional | Venceu    |
| 1984 | Thriller          | Melhor Álbum Internacional   | Venceu    |
| 1988 |                   | Melhor Artista Internacional | Venceu    |
| 1989 |                   | Melhor Artista Internacional | Venceu    |
| 1989 | "Smooth Criminal" | Melhor Vídeo Musical         | Venceu    |
| 1996 |                   | Artista de Uma Geração       | Venceu    |

## Grammy Awards
Os Grammy Awards (originalmente denominados Gramophone Awards) ou Prêmios Grammy são concedidos anualmente pela National Academy of Recording Arts and Sciences por performances destacadas na indústria musical. As cerimônias de entrega dos prêmios são televisionadas e incluem apresentações de artistas renomados do cenário internacional. Desde 1980, Michael Jackson recebeu 35 indicações ao Grammy Awards, das quais venceu 13. Somente no ano de 1984, Jackson recebeu 8 prêmios Grammy, estabelecendo um recorde na história da premiação. Além dos prêmios ordinários, Jackson recebeu também o Legend Award e o Lifetime Achievement Award por suas contribuições ao cenário musical internacional. 
| Ano  | Recipiente                                                              | Categoria                                                          | Resultado |
| ---- | ----------------------------------------------------------------------- | ------------------------------------------------------------------ | --------- |
| 1971 | "ABC" (The Jackson 5)                                                   | Melhor Performance Vocal Contemporânea de uma Dupla, Grupo ou Coro | Indicado  |
| 1975 | "Dancing Machine" (The Jackson 5)                                       | Melhor Performance Vocal de R&B de uma Dupla ou Grupo              | Indicado  |
| 1979 | "Ease on Down the Road" (com Diana Ross)                                | Melhor Performance Vocal de R&B de uma Dupla ou Grupo              | Indicado  |
| 1980 | "Don't Stop 'Til You Get Enough"                                        | Melhor Performance Vocal de R&B Masculina                          | Venceu    |
| 1980 | "Don't Stop 'Til You Get Enough"                                        | Melhor Gravação Disco                                              | Indicado  |
| 1981 | Triumph (The Jacksons)                                                  | Melhor Performance Vocal de R&B de uma Dupla ou Grupo              | Indicado  |
| 1984 | Thriller                                                                | Álbum do Ano                                                       | Venceu    |
| 1984 | Thriller                                                                | Melhor Performance Vocal Pop, Masculino                            | Venceu    |
| 1984 | "Beat It"                                                               | Gravação do Ano                                                    | Venceu    |
| 1984 | "Beat It"                                                               | Canção do Ano                                                      | Indicado  |
| 1984 | "Beat It"                                                               | Melhor Performance Vocal de Rock, Masculino                        | Venceu    |
| 1984 | "The Girl Is Mine" (com Paul McCartney)                                 | Melhor Performance Vocal Pop de uma Dupla ou Grupo                 | Indicado  |
| 1984 | "Billie Jean"                                                           | Canção do Ano                                                      | Indicado  |
| 1984 | "Billie Jean"                                                           | Melhor Performance Vocal de R&B, Masculino                         | Venceu    |
| 1984 | "Billie Jean"                                                           | Melhor Canção de Rhythm & Blue                                     | Venceu    |
| 1984 | "Wanna Be Startin' Somethin'"                                           | Melhor Canção de Rhythm & Blue                                     | Indicado  |
| 1984 | E.T. the Extra-Terrestrial (com Quincy Jones)                           | Melhor Gravação Infantil                                           | Venceu    |
| 1984 | Thriller                                                                | Produtor do Ano, Não-Clássico                                      | Venceu    |
| 1985 | "Tell Me I'm Not Dreamin' (Too Good to Be True)" (com Jermaine Jackson) | Melhor Performance Vocal de R&B de uma Dupla ou Grupo              | Indicado  |
| 1985 | Making Michael Jackson's Thriller                                       | Melhor Álbum de Vídeo                                              | Venceu    |
| 1986 | "We Are The World" (com Lionel Richie)                                  | Canção do Ano                                                      | Venceu    |
| 1988 | Bad                                                                     | Álbum do Ano                                                       | Indicado  |
| 1988 | Bad                                                                     | Produtor do Ano, Não-Clássico                                      | Indicado  |
| 1988 | Bad                                                                     | Melhor Performance Vocal Pop, Masculino                            | Indicado  |
| 1988 | Bad                                                                     | Melhor Performance Vocal de R&B, Masculino                         | Indicado  |
| 1989 | "Man In The Mirror"                                                     | Gravação do Ano                                                    | Indicado  |
| 1990 | "Leave Me Alone"                                                        | Melhor Vídeo Musical, Formato Curto                                | Venceu    |
| 1990 | Moonwalker                                                              | Melhor Vídeo Musical, Formato Longo                                | Indicado  |
| 1993 | "Black or White"                                                        | Melhor Performance Vocal Pop, Masculino                            | Indicado  |
| 1993 | "Jam"                                                                   | Melhor Performance Vocal de R&B, Masculino                         | Indicado  |
| 1993 | "Jam"                                                                   | Melhor Canção de Rhythm & Blue                                     | Indicado  |
| 1993 |                                                                         | Grammy Legend Award                                                | Venceu    |
| 1996 | HIStory: Past, Present and Future, Book I                               | Álbum do Ano                                                       | Indicado  |
| 1996 | "You Are Not Alone"                                                     | Melhor Performance Vocal Pop Masculina                             | Indicado  |
| 1996 | "Scream" (com Janet Jackson)                                            | Melhor Colaboração Pop com Vocais                                  | Indicado  |
| 1996 | "Scream" (com Janet Jackson)                                            | Melhor Video Musical, Formato Curto                                | Venceu    |
| 1997 | "Earth Song"                                                            | Melhor Video Musical, Formato Curto                                | Indicado  |
| 2002 | "You Rock My World"                                                     | Melhor Performance Vocal Pop Masculina                             | Indicado  |
| 2010 |                                                                         | Grammy Lifetime Achievement Award                                  | Venceu    |
| 2011 | "This Is It"                                                            | Melhor Performance Vocal Pop Masculina                             | Indicado  |

## Globo de Ouro
Em 1973, Jackson recebeu um Globo de Ouro de "Melhor Canção Original" por "Ben", canção-tema do filme Ben.
| Ano  | Recipiente | Categoria              | Resultado |
| ---- | ---------- | ---------------------- | --------- |
| 1973 | "Ben"      | Melhor Canção Original | Venceu    |

## MTV Awards

### MTV Video Music Awards
| Ano  | Recipiente         | Categoria                   | Resultado |
| ---- | ------------------ | --------------------------- | --------- |
| 1984 | Thriller           | Vídeo do Ano                | Indicado  |
| 1984 | Thriller           | Melhor Vídeo                | Venceu    |
| 1984 | Thriller           | Melhor Conceito de Vídeo    | Venceu    |
| 1984 | Thriller           | Melhor Performance em Vídeo | Venceu    |
| 1984 | Thriller           | Melhor Coreografia em Vídeo | Venceu    |
| 1984 | Thriller           | Escolha do Público          | Venceu    |
| 1985 | "We Are The World" | Melhor Vídeo em Grupo       | Venceu    |
| 1985 | "We Are The World" | Escolha do Público          | Venceu    |

## World Music Awards
O World Music Awards é concedido anualmente aos artistas musicais com base em suas performances mundiais em vendas, com dados providos pela IFPI. A cerimônia de premiação é conduzida pelo Príncipe Alberto de Mônaco, em Monte-Carlo.
Jackson recebeu dezoito prêmios World Music, incuindo o Chopard Diamond Award em 2006.
| Ano  | Recipiente                  | Categoria                   | Resultado |
| ---- | --------------------------- | --------------------------- | --------- |
| 1989 |                             | Conjunto da Obra em Vídeo   | Venceu    |
| 1989 |                             | Hall da Fama                | Venceu    |
| 1989 | "Dirty Diana"               | Vídeo #1                    | Venceu    |
| 1993 |                             | Maior Venda de Discos (EUA) | Venceu    |
| 1993 | Maior Venda de Discos (Pop) | Venceu                      |           |
| 1993 | Maior Venda de Discos (Era) | Venceu                      |           |